# Distretto di Takaichi
Il distretto di Takaichi (高市郡, Takaichi-gun?) è uno dei distretti della prefettura di Nara, in Giappone.
Attualmente fanno parte del distretto i comuni di Asuka e Takatori.
| Controllo di autorità | VIAF (EN) 253246442 · NDL (EN, JA) 00404588 |